# Alwin Diehle

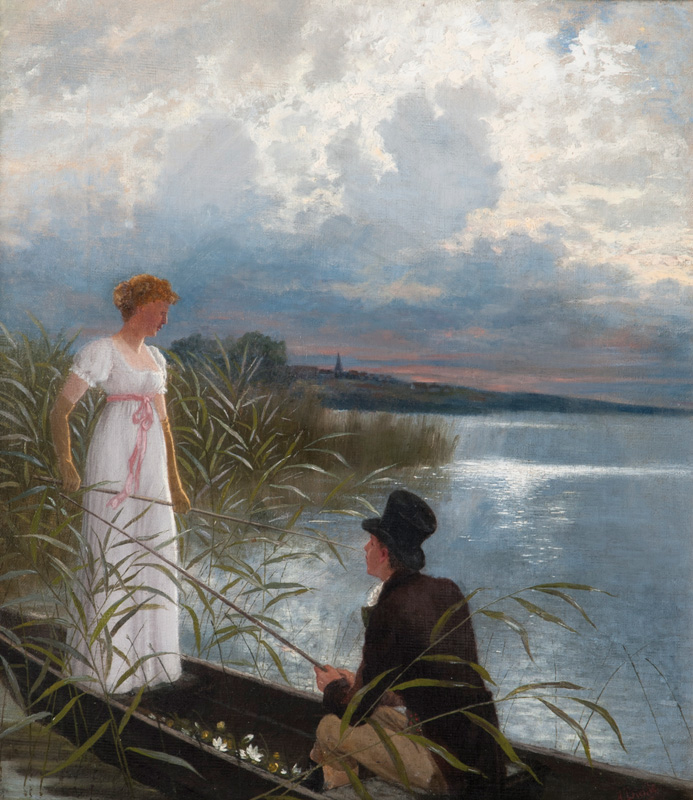
Romantische Bootsfahrt

Alwin Diehle (* 25. März 1854 in Berlin; † nach 1915 ebenda) war ein deutscher Illustrator sowie Porträt-, Genre- und Landschaftsmaler.
Diehle absolvierte eine Ausbildung als Lithograph und musste aufgrund einer Kopfverletzung in der Chirurgie behandelt werden, da ihm ein Mitarbeiter zweifach mit einem schweren Lithographenstein auf den Kopf geschlagen hatte. Er suchte am Folgetag wegen heftiger Kopfschmerzen und Unwohlsein die Klinik auf und konnte diese erst 25 Tage später wieder verlassen. Ab 1883 studierte er an der Großherzoglich-Sächsischen Kunstschule Weimar Landschaftsmalerei bei Theodor Joseph Hagen und Porträtmalerei bei Max Thedy. Nach dem Studium ließ er sich in Berlin nieder, wo er als freischaffender Illustrator sowie Porträt-, Genre- und Landschaftsmaler tätig war. Von 1900 bis 1908 war er Mitglied des Verein Berliner Künstler.